# Synagoga Moszka Trejstera w Łodzi
Synagoga Moszka Trejstera w Łodzi – nieistniejący prywatny dom modlitwy znajdujący się w Łodzi przy ulicy Kielma.
Synagoga została zbudowana w 1900 roku z inicjatywy Moszka Trejstera. Mogła ona pomieścić 30 osób. Podczas II wojny światowej hitlerowcy zdewastowali synagogę.